# Chó chăn cừu hạ Ba Lan
Chó chăn cừu hạ Ba Lan (tiếng Anh: Polish Lowland Sheepdog, tiếng Ba Lan: Polski Owczarek Nizinny, hay PON), là một giống chó chăn cừu cỡ trung bình, có lông xù, bắt nguồn từ Ba Lan.

## Mô tả

### Ngoại hình
Chó chăn cừu hạ Ba Lan là giống chó có cơ bắp, thân hình đầy đặn, có đầu thủ tương đối rộng và tròn, phần đầu của chúng có nhiều lông dài trong như mái tóc ngắn, khuôn mặt khá gãy, mõm thuông nhọn và sâu, lỗ mũi rộng, khuôn mặt và cả đôi mắt bị che phủ bởi lông dài rậm, đôi tai dài khá lớn hình trái tim rũ xuống hai bên, tai có nhiều lông dài che phủ, chúng có chiếc đuôi ngắn, đuôi thường bị cắt cọc ở Hoa Kỳ. Phần lớn chó chăn cừu hạ Ba Lan ở các nước châu Âu hiện nay đã có độ dài đuôi khác nhau.
Giống chó chăn cừu Ba Lan có bộ lông dài xù xì và mềm mại, lông xoăn lượn sóng bao phủ toàn bộ cơ thể, lông rậm hơn ở phần ngực và sau hông. Bộ lông đôi có thể có màu hoặc hoa văn bất kỳ; trắng, xám và nâu là phổ biến nhất, với các dấu đen, xám hoặc nâu. Khi trưởng thành thì màu sắc của bộ lông sẽ mờ dần.
Con đực có chiều cao 45–50 cm ở vai, còn con cái là 42–47 cm. Con đực nặng khoảng 14–23 kg, còn con cái. Tỷ lệ chiều cao với chiều dài cơ thể nên là 9:10 (một con chó cao 45 cm nên có thân dài 50 cm).

### Tập tính
Chó chăn cừu hạ Ba Lan là một dòng chó thông minh, chúng có một trí nhớ rất tốt và rất vâng lời, đây là loài vật nuôi rất dễ huấn luyện. Loài chó này có bản tính rất nhẹ nhàng, tình cảm và vui tươi, chúng thân thiện và đối tốt với mọi người thân thích, đặc biệt tốt với trẻ nhỏ, hòa đồng với những loài vật khác, chúng hơi dè dặt và thận trọng với người lạ.

### Điều kiện sống và chăm sóc
Giống chó chăn cừu hạ Ba Lan ưa thích khí hậu mát mẻ, chúng có thể sống thoải mái trong nhà hoặc ngoài sân vườn, loài chó này cần được vận động, đi dạo và chạy bộ hàng ngày ở ngoài trời, chúng rất thích chạy nhảy và vui đùa bằng những trò chơi như chạy theo xe đạp, bắt bóng, bắt đĩa nhựa...
Bộ lông dày rậm của chúng cần được chăm sóc kỹ lưỡng, nên chải lông một lần một tuần, loài chó này thường rụng lông rất ít hoặc không rụng lông.

### Hoạt động

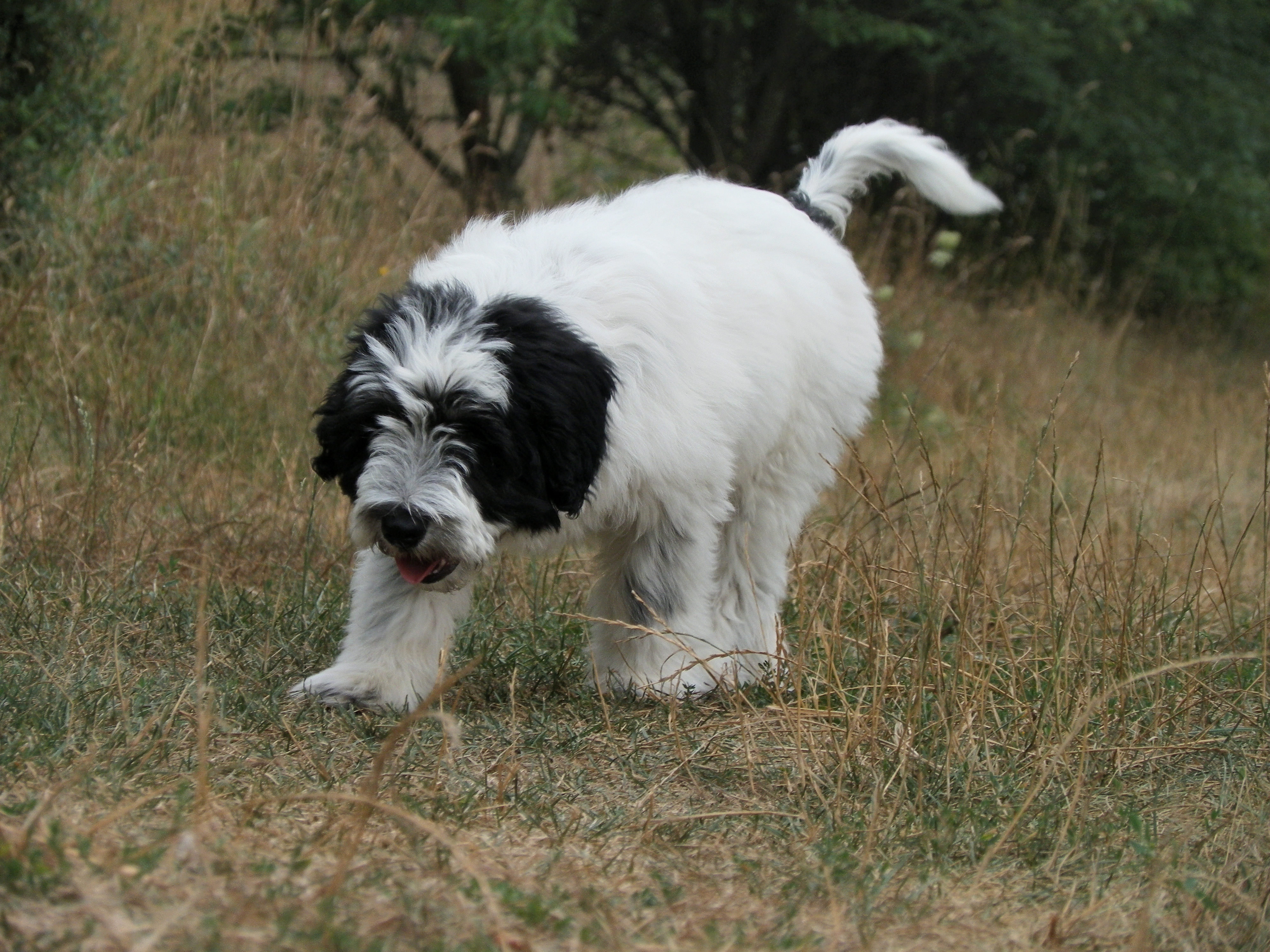
Một con chó chăn cừu hạ Ba Lan đực 3 tháng tuổi

Chó chăn cừu hạ Ba Lan có thể cạnh tranh trong các thử nghiệm nhanh nhẹn, vâng lời, biểu diễn, ném bóng, quan sát và các sự kiện chăn gia súc. Bản năng chăn gia suvs và khả năng đào tạo có thể được đo tại các thử nghiệm chăn nuôi không cạnh tranh. Chó chăn cừu hạ Ba Lan thể hiện bản năng chăn nuôi cơ bản có thể được huấn luyện để cạnh tranh trong các thử nghiệm chăn gia súc.

### Sức khỏe
Nói chung, chó chăn cừu hạ Ba Lan là giống chó khá khỏe mạnh. Giống chó này không bị bất kỳ bệnh tật gì nghiêm trọng, chúng chỉ cần lưu ý kiểm tra loạn sản hông và mắt thường xuyên để ngăn ngừa các bệnh về mắt như PRA (teo võng mạc tiến triển) trước khi được nuôi để sinh sản. Nó đòi hỏi chế độ ăn ít protein. Tuổi thọ của nó là khoảng 12 năm.

## Lịch sử

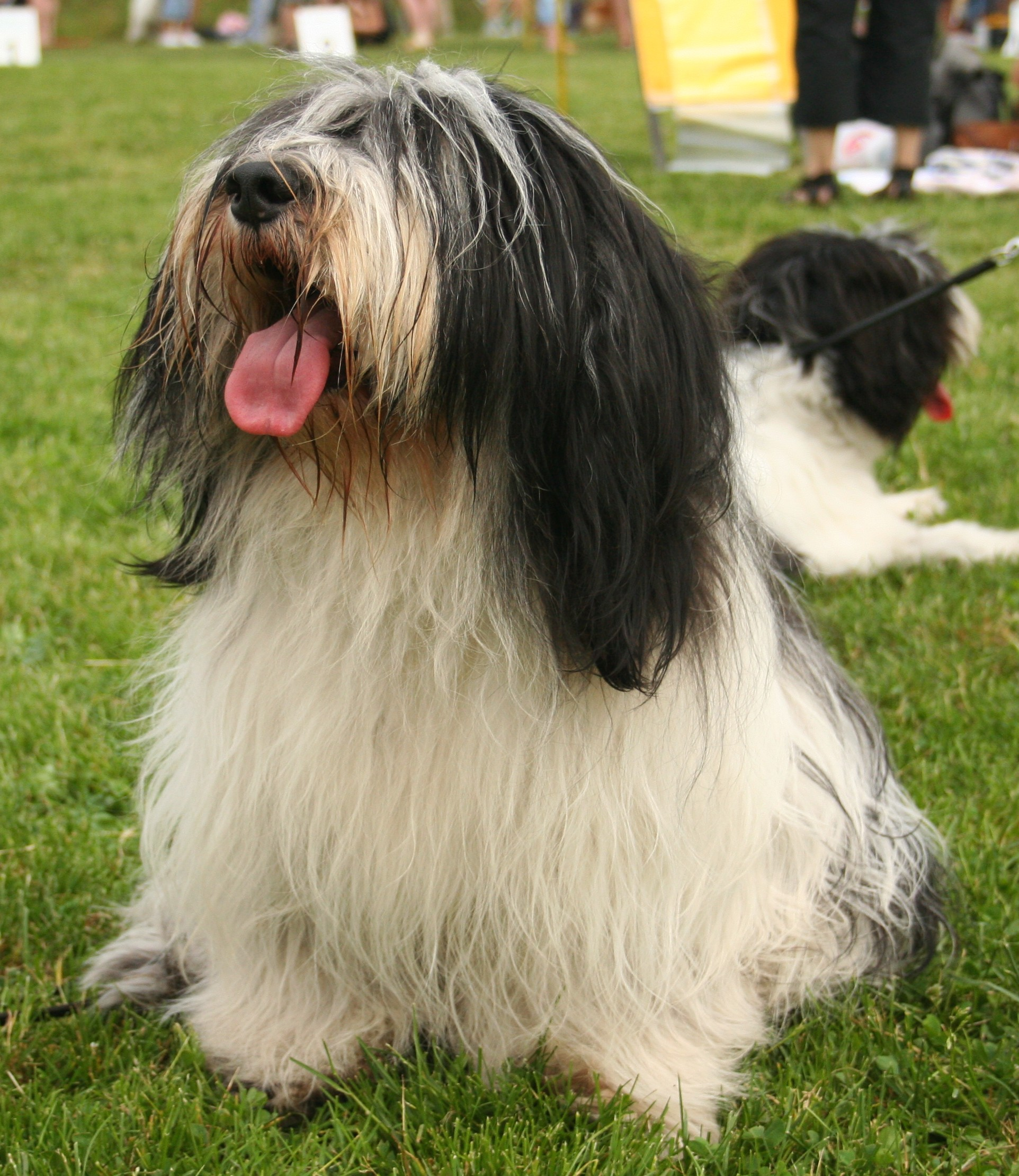
Một con chó chăn cừu hạ Ba Lan tại một chương trình chó ở Racibórz, Ba Lan.

Giống chó chăn cừu hạ Ba Lan được phát triển ở vùng Ba Lan từ thời cổ đại, nguồn gốc của chúng xuất thân từ dòng chó chăn gia súc từ các đồng bằng Hungary được lai tạo với một số giống chó khác nhau như Chó chăn cừu râu dài, Schapendoes, Chó sục Tây Tạng và Lhasa Apso
Kazimierz Grabski, một thương gia người Ba Lan, đã giao dịch một lô hạt cho cừu ở Scotland vào năm 1515, và mua sáu con chó chăn cừu hạ Ba Lan. Trong đó có một con rất ấn tượng với khả năng chăn gia súc. Những con chó này được lai tạo với những con chó Scotland địa phương để sản xuất những con chó chăn gia súc Scotland, điển hình là Chó chăn cừu râu dài.
Vào thời kỳ chiến tranh thế giới thứ hai, giống chó này gần như tuyệt chủng và được hồi sinh bởi Tiến sĩ Dr. Danuta Hryniewicz và con chó của cô, Smok ("Rồng"), tổ tiên của chó chăn cừu hạ Ba Lan.
Giống chó này được Hiệp hội chó giống Mỹ công nhận vào năm 2001.

## Website chính thức
- Chó chăn cừu hạ Ba Lan trên DMOZ